# Такахаси, Син
Син Такахаси (яп. 高橋しん Такахаси Син) — японский мангака, известный своими мангами She, The Ultimate Weapon и Iihito. Родился 8 сентября 1967 года в городе Сибэцу на Хоккайдо, но вырос в городе Отару, запечатлев это место в манге She, The Ultimate Weapon. Один из первых среди мангак использовал компьютерную графику в своих работах.

## Список работ
- Iihito
- Bye Bye, Papa
- Love Story, Killed
- Sukini Naruhito
- She, The Ultimate Weapon
- Kimi no Kakera (Your Fragment)